# Johann zu Solms
Johann zu Solms (* 1464; † 31. Oktober 1483 in Alexandria) war Graf von Solms-Lich. Er starb auf der Rückkehr von einer Pilgerreise in das Heilige Land.

## Leben
Johann zu Solms war der älteste Sohn des Grafen Kuno zu Solms († 1477) und der Walpurgis von Dhaun-Kyrburg. Er wurde 1482 mit Elisabeth von Pfalz-Zweibrücken (1469–1500) verlobt. 1483 war er der Anführer einer Pilgergesellschaft in das Heilige Land. Über diese Pilgerreise verfasste sein Begleiter Bernhard von Breidenbach den vielbeachteten Pilgerbericht peregrinatio in terram sanctam, der ab 1486 zunächst in lateinischer Sprache erschien und bald darauf auch in die Volkssprachen übersetzt wurde.
In Jerusalem wurde Graf Johann zu Solms am 16., nach anderer Angabe am 17. Juli 1483 Ritter des Ritterordens vom Heiligen Grab zu Jerusalem. Auf der Rückreise starb er am 31. Oktober 1483 in Alexandria an der Ruhr und wurde in der St. Michaelskirche bestattet.
Durch seinen Tod fiel die Erbfolge im Hause Solms auf seinen jüngeren Bruder Philipp von Solms-Lich (1468–1544). Seine Verlobte wurde 1487 dem Grafen Johann Ludwig von Nassau-Saarbrücken anverlobt und 1492 mit diesem vermählt.